# Elina Konstantopoulou
Elina Konstantopoulou (Grieks: Ελίνα Κωνσταντοπούλου) (Athene, 11 november 1970) is een Grieks zangeres.

## Biografie
Konstantopoulou werd geboren in de Griekse hoofdstad en studeerde daar ook muziek en zang aan het Nationaal Conservatorium. Meteen na het beëindigen van haar studies begon ze te zingen in nachtclubs. In 1993 ontmoette ze componist Nikos Terzis, die drie nummers voor haar schreef. Een jaar later bracht ze haar eerste album uit. Ze had dat jaar een zomerhit te pakken met Otan to tilefono htipisei. Een jaar later werd ze door de Griekse openbare omroep intern aangeduid om haar vaderland te vertegenwoordigen op het Eurovisiesongfestival 1995, dat gehouden werd in de Ierse hoofdstad Dublin. Met het nummer Pia prossefchi eindigde ze op de twaalfde plaats. In de zomer van dat jaar bracht ze haar tweede album uit.
Konstantopoulou zou nog twee keer proberen deel te nemen aan het Eurovisiesongfestival. In 2002 nam ze samen met Marion Georgiou deel aan de Griekse preselectie, zonder succes. In 2005 nam ze als achtergrondzangeres names Cyprus deel; Constantinos Christoforou eindigde op de achttiende plek. Het festival van dat jaar werd overigens gewonnen door Elena Paparizou uit Griekenland.
1974: Marinella · 
1976: Mariza Koch · 
1977: Pascalis, Marianna, Robert & Bessy · 
1978: Tania Tsanaklidou · 
1979: Elpida · 
1980: Anna Vissi & Epikouri · 
1981: Yiannis Dimitras · 
1983: Kristi Stassinopoulou · 
1985: Takis Biniaris · 
1987: Bang · 
1988: Afroditi Frida · 
1989: Mariana Efstratiou · 
1990: Christos Callow & Wave · 
1991: Sophia Vossou · 
1992: Cleopatra · 
1993: Katerina Garbi · 
1994: Kostas Bigalis & The Sea Lovers · 
1995: Elina Konstantopoulou · 
1996: Mariana Efstratiou · 
1997: Marianna Zorba · 
1998: Thalassa · 
2001: Antique · 
2002: Michalis Rakintzis · 
2003: Mando · 
2004: Sakis Rouvas · 
2005: Elena Paparizou · 
2006: Anna Vissi · 
2007: Sarbel · 
2008: Kalomira · 
2009: Sakis Rouvas · 
2010: Giorgos Alkaios & Friends · 
2011: Loukas Giorkas feat. Stereo Mike · 
2012: Eleftheria Eleftheriou · 
2013: Koza Mostra feat. Agathonas Iakovidis · 
2014: Freaky Fortune feat. RiskyKidd · 
2015: Maria Elena Kiriakou · 
2016: Argo · 
2017: Demy · 
2018: Gianna Terzi · 
2019: Katerine Duska · 
2021: Stefania · 
2022: Amanda Tenfjord · 
2023: Victor Vernicos · 
2024: Marina Satti · 
2025: Klavdia